# Charles Jocelyn Hambro
Sir Charles Jocelyn Hambro (3 de octubre de 1897 - 28 de agosto de 1963) fue un banquero mercantil británico y oficial de inteligencia, nombrado Comodoro del Aire del Reino Unido durante la Segunda Guerra Mundial.

## Semblanza
Hambro nació en una familia de banqueros de origen judío danés, que se había establecido en Dorset y la City de Londres a principios del siglo XIX. Era hijo de Sir Eric Hambro, socio de C. J. Hambro & Son (que luego se convertiría en el Hambros Bank) y parlamentario conservador por Wimbledon entre 1900 y 1907.
Entre 1910 y 1915, se educó en Eton, donde formó parte del equipo de críquet en 1914 y se convirtió en su capitán en 1915. Después de dejar Eton, inmediatamente pasó al Real Colegio Militar de Sandhurst, siendo nombrado alférez en los Coldstream Guards el 22 de diciembre de 1915. Inmediatamente destinado al frente occidental durante la Primera Guerra Mundial, sirvió durante dos años como oficial hasta la desmovilización. Ascendido a teniente el 10 de julio de 1916 (con fecha anterior al 9 de junio de 1916), recibió la Cruz Militar el 26 de septiembre de 1917 por su destacada valentía en acción. Su cita dice lo siguiente:

Por su conspicuo coraje y devoción al deber. Acompañado por un soldado raso, cruzó al lado enemigo de un canal y rescató a dos hombres heridos, uno de los cuales no podía caminar, cerca del parapeto enemigo. Más tarde ese mismo día, avanzó a cargo de la patrulla líder de un avance, derribando personalmente a cuatro de los enemigos con su revólver y capturando a varios prisioneros con su grupo. Al alcanzar su objetivo, envió información correcta y valiosa, y en todo momento ha mostrado la mayor frialdad y coraje.

Hambro renunció a su cargo el 12 de agosto de 1919, recibiendo una comisión regular como oficial de reserva desde la misma fecha. Después de su formación inicial con la Guaranty Trust Company en la ciudad de Nueva York (donde junto con su esposa convivieron con Harry Morgan), se unió al banco familiar J.C. Hambro & Sons, desempeñando un papel importante en su fusión con el British Bank of Northern Commerce en 1920, con la entidad combinada tomando el nombre de Hambros Bank en 1921. En 1928, cuando solo tenía 30 años, fue elegido como director del Banco de Inglaterra, y entre 1932 y 1933 dejó de lado todas sus ocupaciones fuera del banco para trabajar en el establecimiento de la división de control de cambios de la entidad bajo la dirección de Montagu C. Norman, director del Banco de Inglaterra. En 1937 se le pidió que sucediera a Norman como director, pero rechazó el ofrecimiento porque sufría un cáncer de boca, aunque las operaciones quirúrgicas y la radioterapia lograron que se recuperarse posteriormente.
Al estallar la Segunda Guerra Mundial, Hambro fue puesto a cargo de las actividades en Escandinavia, organizando contrabando, redes de inteligencia y operaciones de sabotaje. Después de la caída de Francia en junio de 1940, fue nombrado coronel del Estado Mayor y sir Ronald Cross le pidió que se uniera al Ministerio de Economía de Guerra, una organización tapadera de la Dirección de Operaciones Especiales (SOE), organización responsable de crear "un espíritu de resistencia en los territorios ocupados". A través de su contacto con Ebbe Munck, un periodista antinazi, se vinculó con la resistencia danesa y en 1941 fue nombrado Caballero Comandante de la Orden del Imperio Británico en reconocimiento a su trabajo. Hambro se negó a aceptar ningún salario por su labor como militar durante la guerra.
Entre diciembre de 1940 y noviembre de 1941 también estuvo a cargo de supervisar las secciones francesa, belga, alemana y holandesa de la SOE, y desde noviembre de 1941 fue líder adjunto de la organización durante 5 meses. En 1942 logró persuadir a las organizaciones británica y noruega para que formaran una comisión de planificación, que fue fundamental para diseñar la Operación Grouse y la batalla del agua pesada, misión diseñada para evitar el acceso de los nazis a un producto vinculado con la fabricación de bombas atómicas. En ese momento, Hambro estaba en el comité ejecutivo de la SOE y fue ascendido a Comodoro del Aire. Roundell Palmer, ahora jefe de la SOE, lo designó para suceder a Frank Nelson. Su primera acción importante como jefe de la SOE fue reunirse con el coronel William J. Donovan, el jefe de la OSS y su homólogo. Un desacuerdo sobre las acciones en el Medio Oriente llevó a Hambro a renunciar en 1943.
Durante el resto de la guerra actuó como jefe de la "misión británica de materias primas" en Washington, una tapadera para el intercambio de información y tecnología entre Gran Bretaña y los Estados Unidos que condujo a la detonación de la primera arma nuclear como parte del Proyecto Manhattan. Durante la Segunda Guerra Mundial compaginó su actividad en la SOE con la presidencia del Great Western Railway, en la que permaneció entre 1940 y 1945.
Después de la guerra, Hambro regresó a la City de Londres, asumiendo la responsabilidad de las empresas con las que estaba asociado el Banco Hambros. A la muerte de su tío, Olaf Hambro, en 1961, se convirtió en presidente de la entidad bancaria. Mientras mantenía una estrecha conexión con el comercio en Escandinavia, extendió los intereses de su banco a África y Asia.

## Familia
En 1919, Hambro se casó con Pamela Cobbold, hija de John Dupuis Cobbold (1861-1929) y de Zainab Cobbold; y nieta de John Chevalier Cobbold (1797–1882).
La pareja tuvo cuatro hijos:
- Cynthia Hambro (1921–1986), se casó con el Mayor Michael Ian Leslie-Melville en 1943.
- Diana Hambro (n. 1922), se casó con David Gibson-Watt, barón Gibson-Watt en 1942.
- Pamela Hambro (n. 1925), se casó con el capitán Robin William Lowe en 1945 (se divorció en 1951), y ese mismo año se casó con Andrew Gibson-Watt (hermano de David, véase arriba).
- Charles Hambro, barón Hambro (1930–2002).

La familia se instaló en Delcombe Manor, cerca de Milton Abbey. Pamela murió en 1932 de una infección después de un accidente de caza. En 1934, Hambro construyó el ayuntamiento de Winterborne Stickland para reemplazar su sala de lectura, que se había vendido con el resto de la propiedad de Milton Abbey, y le puso el nombre de su difunta esposa.
En 1936 se volvió a casar: su segunda esposa fue Dorothy Helen Mackay, cuyo primer marido había sido Marcus Wallenberg (junior) 1899-1982). Tuvieron una hija, Sally, segunda esposa y viuda del difunto Anthony Brand, 6º vizconde Hampden.
Un pariente, Carl Joachim Hambro, fue político y funcionario en Noruega, exiliado durante la Segunda Guerra Mundial en Suecia. Era Presidente en el Parlamento en el momento de la invasión alemana.